# Bitwa o Corregidor (1942)
Bitwa o Corregidor – bitwa stoczona na filipińskiej wyspie Corregidor i w jej okolicach w dniach 5–6 maja 1942 roku pomiędzy siłami Stanów Zjednoczonych i Japonii.

## Przed bitwą

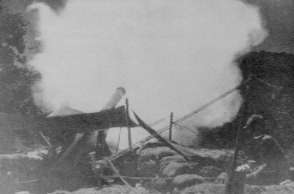
Japońska artyleria ostrzeliwuje wyspę Corregidor

7 grudnia 1941 roku lotnictwo i marynarka japońska zaatakowały amerykańską bazę w Pearl Harbor. Rozpoczęła się wojna na Pacyfiku. Niemal w tym samym czasie, lecz po drugiej stronie linii zmiany daty 8 grudnia zaatakowana została Manila.
Przez cały grudzień stolica Filipin była intensywnie bombardowana i nieustannie atakowana przez Japończyków. 2 stycznia Manila została ogłoszona miastem otwartym i opanowana przez nieprzyjaciela. Główne siły amerykańsko-filipińskie zostały jednak wcześniej wycofane na półwysep Bataan.
Główny sztab i stanowisko dowodzenia ulokowano na wyspie Corregidor. Gen. Douglas MacArthur przybył tam łodzią motorową już 2 stycznia. Od początku wiedział, że obrona będzie trudna. Wojsko filipińskie było słabo wyszkolone i wyposażone w przestarzały sprzęt. Bariera językowa pomiędzy Amerykanami i Filipińczykami praktycznie uniemożliwiała jakąkolwiek komunikację. MacArthur postanowił bronić wyspy przez sześć miesięcy. Po tym czasie miała przyjść zza Pacyfiku wielka odsiecz morskich, powietrznych i lądowych sił amerykańskich i odeprzeć Japończyków.
9 stycznia Japończycy zaatakowali Bataan, czyniąc w świetle dnia przeciętne postępy. Jednak w nocy z 9 na 10 stycznia podkradli się do aliantów od tyłu, odnosząc lokalne sukcesy. Filipińska 1 Dywizja Piechoty na skutek naporu Japończyków załamała się i wycofała, część jej żołnierzy dostała się do niewoli. Doprowadziło to do utraty ponad połowy półwyspu.

## Bitwa

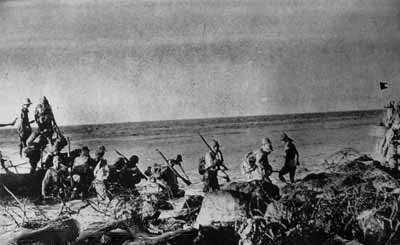
Japońscy żołnierze lądują na Corregidorze

11 marca prezydent Franklin Delano Roosevelt rozkazał gen. MacArthurowi ewakuowanie się z wyspy. Dowódca opuścił Corregidor na pokładzie kutra torpedowego. Kilka dni później dotarł do Australii bombowcem Boeing B-17 Flying Fortress.
9 kwietnia Bataan skapitulował, a obrońców popędzono w marszu śmierci, co znacząco obniżyło morale obrońców Corregidoru. Silnie ufortyfikowane pozycje wytrzymały 52 japońskie naloty. Przez miesiąc artyleria obu stron prowadziła bezustanną wymianę ognia. 5 maja na wyspie został wysadzony desant japoński, który stopniowo zdobywał kolejne pozycje, bronione ofiarnie, ale bezskutecznie. 6 maja gen. Johnatan M. Wainwright podpisał akt kapitulacji wszystkich fortów pilnujących wejścia do Zatoki Manilskiej.
Obrona Corregidoru od samego początku nie miała szans na powodzenie. Jednak dzięki uwypukleniu przez amerykańską prasę bohaterskiej postawy obrońców, stała się ona doskonałym motywem propagandowym, wydatnie podnoszącym morale i wiarę w zwycięstwo żołnierzy amerykańskich walczących na całym Pacyfiku.